# Viaggio di Pietro il Grande in Europa occidentale (1716-1717)

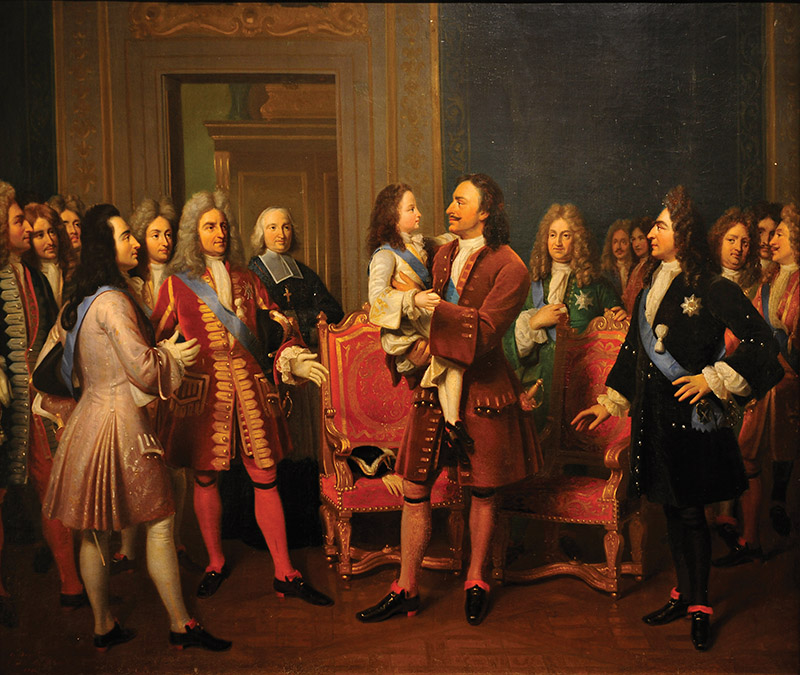
Pietro I di Russia con in braccio il giovane Luigi XV di Francia durante la visita dello zar a Parigi nel 1717

Il viaggio di Pietro il Grande in Europa occidentale (1716-1717) (in russo Путешествие Петра I в Западную Европу (1716—1717)?) fu una missione diplomatica condotta dalla Russia in Europa occidentale tra il 1716 e il 1717 e guidata personalmente da Pietro il Grande. Fece seguito alla grande ambasciata condotta dallo stesso zar tra il 1697 e il 1698.

## Descrizione e percorso
Nel 1716, Pietro il Grande, zar di Russia, iniziò a considerare l'idea di un nuovo viaggio in Europa occidentale sul modello di quello compiuto vent'anni prima. Gli intenti erano sostanzialmente quelli del primo viaggio, con la differenza che nel frattempo la Russia sotto il suo governo era divenuta un paese più moderno e all'avanguardia. L'idea di intessere nuove alleanze politiche e militari risultava fondamentale per Pietro I che intravedeva nei nuovi partner commerciali e alleati anche un modo per la Russia di espandere i propri confini e la propria economia.
Pietro il Grande pensò con questo nuovo viaggio di toccare tappe anche differenti rispetto a quelle compiute durante la grande ambasciata: partito da Riga il 24 gennaio, Pietro si recò a Danzica per presenziare al matrimonio della nipote di Ekaterina Ivanovna col Duca di Meclemburgo. Da Danzica, via Stettino, si recò quindi a Pyrmont, giungendo nel giugno successivo a Rostock dove raggiunse uno squadrone di galee con le quali arrivò a Copenaghen il mese successivo. In ottobre Pietro il Grande fu a Meclemburgo e di lì si recò a Havelberg per incontrare re Federico I di Prussia; ripartì quindi alla volta di Amburgo dove giunse a novembre, facendo infine tappa ad Amsterdam a dicembre ove rimase sino al marzo del 1717 quando ripartì alla volta della Francia. Alla corte francese rimase sino a giugno quando ripartì alla volta di Spa, facendo nuovamente tappa ad Amsterdam e raggiungendo in seguito Berlino e Danzica in quell'autunno. Da Danzica, passando per Riga, Pernava, Tallinn e Narva il 10 ottobre 1717, Pietro I fece ritorno a San Pietroburgo.
Durante tutta la durata del viaggio, Pietro I si circondò dei suoi principali uomini di fiducia al governo tra i quali spiccavano il cancelliere Gavriil Ivanovič Golovkin, il suo vice Pëtr Pavlovič Šafirov, il politico Pëtr Andreevič Tolstoj, il suo favorito Pavel Ivanovič Jagužinskij, il generale Vasilij Vladimirovič Dolgorukov e il diplomatico Grigory Fedorovič Dolgorukov.

## L'inizio del viaggio e la questione di Danzica
Il gruppo con in testa Pietro I partì da Riga dove lo zar colse l'occasione per incontrarsi con l'aiutante di campo del Re di Prussia, generale Gröben, per concordare con questi una serie di operazioni militari da compiersi in Pomerania.
Partito il 22 gennaio alla volta di Danzica, lo zar venne accolto dalle locali truppe russe e dai colpi a salve della vicina flotta russa ancorata al porto, capitanate dal generale Boris Cheremetiev. A Danzica lo zar firmò il contratto di matrimonio tra sua nipote Caterina Ivanovna Romanova e il duca Carlo Leopoldo di Meclemburgo-Schwerin. Lo zar impose al duca delle condizioni precise per la firma di questo contratto, che prevedevano tra le altre cose un'alleanza militare e commerciale e la possibilità da parte di chi lo desiderasse di professare la fede ortodossa entro i confini del ducato tedesco. L'intento di Pietro il Grande con la firma di questo contratto era inoltre di garantirsi una solida base militare nella Germania settentrionale da cui poter eventualmente muovere guerra alla Svezia.
A Danzica, Pietro I venne inoltre raggiunto il 4 aprile da re Augusto II di Polonia, il quale, secondo lo storico A. G. Brikner, più che come un amico di lunga data, apparve ai presenti come un vassallo che rende omaggio al suo padrone. Augusto II era convenuto su richiesta dello zar che gli aveva fatto presente come desiderasse che egli facesse pressione sulla città anseatica di Danzica per mantenerla al di fuori dei suoi conflitti personali con la Svezia. Di fronte a un rifiuto da parte delle autorità cittadine, Pietro I rispose in maniera netta e immediata, chiudendo ogni commercio tra la Russia e Danzica sino a quando le autorità non ebbero negoziato delle scuse ufficiali con lo zar.

## In Prussia e in Danimarca

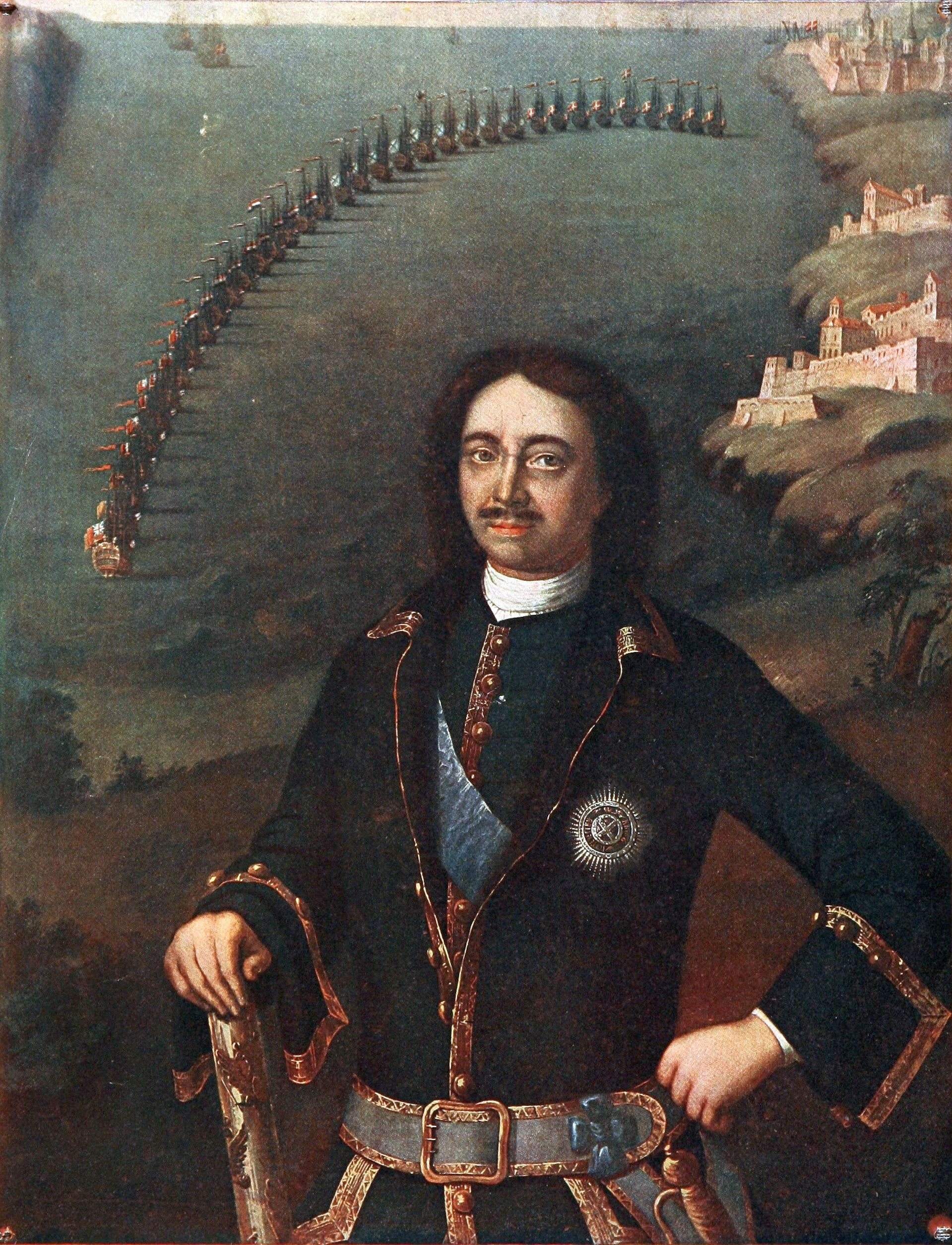
Ritratto di Pietro I di Russia del 1716. Alle spalle dello zar si nota, schierato, lo squadrone di navi russo-danesi che il sovrano russo era pronto a comandare personalmente in caso di appoggio della Gran Bretagna al suo progetto di invasione della Svezia. L'azione combinata non ebbe luogo per opposizione di Giorgio I d'Inghilterra.

Pietro I lasciò poco dopo Danzica per Stettino, città dove lo zar incontrò re Federico Guglielmo I di Prussia il 17 maggio. I due uomini si accordarono per la cessione della città di Wismar al Meclemburgo a patto che le fortificazioni locali fossero demolite completamente. Federico Guglielmo si rifiutò come suo padre aveva già fatto in occasione della prima visita dello zar di Russia in Prussia di aderire a un'alleanza militare con l'impero di Pietro il Grande, ma accettò che le truppe russe potessero attraversare le sue terre in cambio di pesanti somme di denaro.
Ad Altona, non lontano da Amburgo, dove si recò rimanendo dal 28 maggio al 3 giugno, Pietro I incontrò invece re Federico IV di Danimarca che vi era giunto per l'appunto per incontrarlo e con lui delineò alcuni intenti diplomatici. La Danimarca accettò le condizioni proposte dallo zar e confermò l'invio di 24 000 uomini del proprio esercito in Scania dove già si trovavano 30 000 soldati russi. Allo stesso tempo, la Russia avrebbe condotto una seconda invasione dalle Isole Åland che sarebbero passate poi di diritto alla Danimarca. Questo audace piano avrebbe potuto essere realizzato solo a patto di neutralizzare la marina reale svedese e per questo, Pietro I e Federico IV necessitavano del sostegno della Gran Bretagna.
Giorgio I di Gran Bretagna continuava a essere titubante nell'adesione ai progetti della Russia. L'ambasciatore russo nelle isole britanniche, Boris Ivanovic Kurakin, fece pervenire al sovrano inglese donazioni da parte dello zar nella speranza di convincerlo a sostenere la causa russa, promettendogli altrettanti immensi vantaggi economici dalle operazioni militari in progetto nonché il titolo di "nazione favorita" all'interno di una quadruplice alleanza che l'Impero russo prospettava tra Russia, Danimarca-Norvegia, Province Unite e Gran Bretagna. Nel contempo, Kurakin si era impegnato in una campagna di propaganda anti-svedese presso l'opinione pubblica britannica, con la speranza di portare perlomeno la Camera dei comuni a schierarsi coi russi. Alla fine di maggio del 1716, tuttavia, Giorgio I inviò uno squadrone di navi nel Mar Baltico, agli ordini dell'ammiraglio Norris, per impedire alla Danimarca di attaccare la Svezia, ignorando quindi tutte le richieste rivoltegli da Pietro il Grande. Il 3 agosto, Federico IV di Danimarca ritenne opportuno informare l'ambasciatore russo, il principe Vasilij Lukič Dolgorukov, che l'azione congiunta non avrebbe avuto luogo.
Lo zar a ogni modo credette ancora con la propria presenza di poter cambiare il corso degli eventi. Si recò a Bad Pyrmont, in Bassa Sassonia, dal 26 maggio al 6 giugno per curare dei problemi alla vescica che lo affliggevano, accompagnato dalla zarina Caterina e dal barone Shafirov. Durante queste tre settimane colse l'occasione per girare per la regione, soffermandosi in diversi paesi per conoscerne lo stile di vita e le abitudini degli abitanti. Incontrò qui il filosofo tedesco Gottfried Wilhelm Leibniz con cui ebbe modo di discutere di matematica, filosofia e geografia. Fu in quest'occasione che Leibniz suggerì a Pietro I l'idea di intraprendere una spedizione a est del suo immenso impero per vedere se fosse stato possibile da lì raggiungere le coste settentrionali dell'America, idea che lo zar riprenderà sul finire del proprio regno. Lo zar incontrò in questa medesima occasione anche l'architetto francese Jean-Baptiste Alexandre Le Blond e lo invitò a San Pietroburgo per contribuire all'abbellimento della città.

## In Olanda
Pietro il Grande giunse in Olanda nel dicembre del 1716 e vi rimase per diversi mesi. Pietro I si era detto più volte innamorato dei Paesi Bassi, ai quali invidiava soprattutto le tecniche di costruzioni navali e non a caso sfruttò questo momento di sua permanenza ad Amsterdam per arricchirsi di quante più informazioni gli fosse possibile, non solo in campo diplomatico, ma anche economico, delle scienze e delle arti.
I rapporti con i commercianti olandesi erano un obiettivo di primaria importanza per Pietro I in questo viaggio. Osip Soloviev, che Pietro aveva nominato suo rappresentante commerciale in Olanda, relazionò allo zar la situazione dei mercanti olandesi all'epoca, riportando come sebbene gli stranieri ad Amsterdam fossero generalmente contenti dei commerci con la Russia, gli olandesi si erano detti dispiaciuti che durante il primo viaggio lo zar avesse privato la patria, seppur assumendoli regolarmente, di numerosi artigiani di grande abilità per trasferirli da Arcangelo a San Pietroburgo. A questo si aggiungeva il fatto che gli olandesi avevano stabilito nella città di Arcangelo un punto focale del loro commercio, mentre di colpo, con la costruzione dal nulla della nuova capitale, lo zar aveva spostato tutto l'interesse dell'impero su San Pietroburgo. Nella nuova capitale si stavano trasferendo lentamente ma progressivamente la maggior parte delle fabbriche già avviate e San Pietroburgo era divenuto un centro commerciale aperto a tutti, dove cioè gli olandesi non avevano alcuna preminenza o prelazione sugli altri, malgrado ritenessero di aver contribuito notevolmente allo sviluppo dell'Impero russo anche coi loro commerci. Gli olandesi si lamentavano di aver subito pesanti perdite perché le loro merci ora erano meno richieste in Russia, dove la popolazione aveva imparato a produrre personalmente alcuni prodotti che prima potevano essere solo acquisiti col commercio con l'Olanda.
Durante la sua visita in Olanda, Pietro colse l'occasione per visitare ancora delle manifatture, dei mulini e delle fabbriche tra cui due cartiere.

## A Parigi

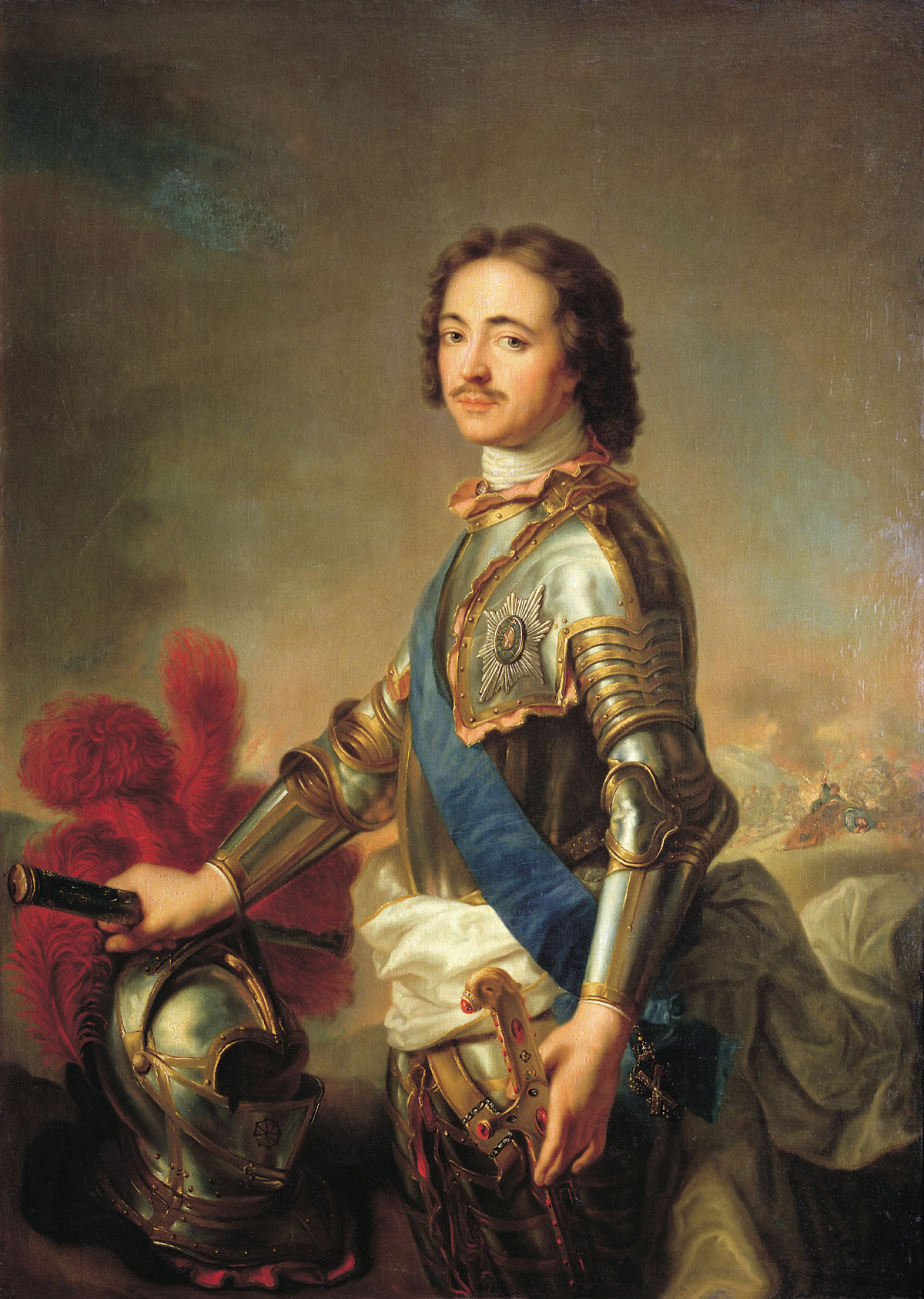
Ritratto di Pietro il Grande risalente alla sua permanenza in Francia nel 1717 e dipinto da Jean-Marc Nattier

Dopo la tappa in Olanda, Pietro il Grande decise di puntare in Francia, una terra che in precedenza non aveva potuto né voluto visitare dal momento che il governo di Luigi XIV stava perseguendo una politica a lui contraria, in particolare per quanto riguardava l'elezione del Re di Polonia (scelta che poi non ricadde sul candidato prescelto dal sovrano francese, il principe di Conti, bensì su quello filo-russo, Federico Augusto II di Sassonia).
Pietro il Grande giunse in Francia il 21 aprile 1717, a Zuydcoote, dove venne accolto da Étienne de Liboy, un nobile della Maison du Roi che lo scortò personalmente a Dunkerque e poi a Calais dove venne ricevuto dal marchese Louis III de Mailly-Nesle. Lo zar lasciò di sé un'impressione mista su Liboy, il quale scrisse al Re di Francia a Versailles che il monarca aveva "alcune virtù in sé, ma tutte selvagge" descrivendolo inoltre come "facilmente soggetto all'ira". Il 4 maggio, nove giorni dell'arrivo dell'ambasciata a Parigi, i russi lasciarono Calais per intraprendere il viaggio verso la capitale francese, passando per Boulogne-sur-Mer e Abbeville, città quest'ultima ove Pietro il Grande ebbe modo di visitare le manifatture di Rames. Dopo uno scalo a Beauvais, lo zar giunse a Beaumont-sur-Oise il 7 maggio a mezzogiorno, dove lo attendeva il maresciallo René de Froulay de Tessé accompagnato da una scorta di cavalleria della casa del Re e da una serie di carrozze reali.
Il corteo imperiale giunse a Parigi la sera del 7 maggio 1717, passando dalla Porta di Saint Denis, onore riservato solo a re e ospiti illustri. Alle 21:00 lo zar venne accompagnato al Palazzo del Louvre, ma si rifiutò di rimanervi giudicando gli appartamenti di Anna d'Austria troppo antiquati e lussuosi per i suoi gusti. Preferì prendere residenza stabile presso l'Hôtel de Lesdiguières che venne messo a sua disposizione.
I primi tre giorni di permanenza di Pietro I a Parigi vennero dedicati al protocollo diplomatico. Sebbene al re non piacessero le cerimonie e fosse sempre dell'idea di rimanere in incognito anche in Francia, dovette partecipare su consiglio dei suoi ambasciatore a un incontro ufficiale col sovrano francese. La mattina dell'8 maggio il reggente di Francia, Filippo II di Borbone-Orléans, si recò in visita allo zar per un incontro protocollare di circa 15 minuti, nel quale gli illustrò lo svolgimento dell'incontro col sovrano. Il 10 maggio, come previsto, Luigi XV, che aveva appena 7 anni, si recò in visita allo zar. I due s'incontrarono in carrozza e dopo brevi discorsi di benvenuto, Pietro I prese per mano il giovane re francese concedendogli il fianco e lo portò all'interno del palazzo ove alloggiava. Data la condizione fisica diametralmente opposta dei due interlocutori, ma la necessità di farli apparire sul medesimo piano a livello politico e diplomatico, all'interno erano state poste delle sedie che consentissero ai due re di rimanere "allo stesso piano" durante la conversazione. Come traduttore, Pietro I usò il principe A. B. Kurakin e il re fu aiutato a comunicare dal suo tutore, il maresciallo Villeroy. Il giorno successivo, alle 16:00, Pietro il Grande si portò al Palazzo delle Tuileries per incontrare ufficialmente Luigi XV, trascorrendo poi la serata al Palais-Royal con Elisabetta Carlotta del Palatinato, la madre del Reggente, e la sua corte.
Per il resto del tempo nel quale rimase in Francia, Pietro I si dedicò a visitare la città di Parigi: fece tappa all'osservatorio astronomico, all'istituto anatomico, alla manifattura di arazzi della famiglia Gobelins, alla pinacoteca, alla biblioteca reale. Ebbe modo di visitare un laboratorio dove venivano prodotte e restaurate le statue dei principali giardini reali di Franca, come pure visitò il giardino delle Tuileries, l'Hotel des Invalides e vari castelli, ad esempio, quello di Meudon, quello di Saint-Cloud, quello di Issy, il Palazzo del Lussemburgo, la Reggia di Versailles, il Grand Trianon, il castello di Marly, quello di Fontainebleau, quello di Saint-Germain e quello di Saint-Cyr dove ebbe modo di esaminare anche la nota scuola per damigelle ivi presente.
Alla zecca di Parigi, al cospetto dello zar, venne coniata una medaglia in suo onore; visitò anche l'Università della Sorbona dove discusse con alcuni teologi delle prospettive di unione tra le chiese cattoliche d'oriente e quelle d'occidente, dimostrandosi tuttavia particolarmente cauto.
Visitò quindi la stamperia reale, il collegio fondato dal cardinale Mazzarino, presenziò agli esercizi della guardia reale francese, a una riunione degli stati generali e a una seduta dell'accademia delle scienze.
Il soggiorno di Pietro a Parigi gettò le basi per più strette relazioni diplomatiche tra Russia e Francia in futuro, per quanto le trattative che Pietro I condusse personalmente col maresciallo de Tessé, incaricato personalmente delle discussioni diplomatiche dal Reggente, si arenarono rapidamente. In realtà gli interessi delle due monarchie non avevano nulla in comune da spartire: Tessé rifiutò qualsiasi accordo con la Russia senza la partecipazione della Prussia e non si disse pronto a riconoscere nemmeno le annessioni russe nel Baltico. I diplomatici russi, che dapprima si erano mostrati minacciosi e pronti a guerreggiare anche con la Francia se fosse stato necessario, furono disposti a concedere allo stesso regno francese il titolo di "Nazione privilegiata" come era stato offerto alla Gran Bretagna in cambio del riconoscimento delle annessioni. L'idea, a ogni modo, naufragò ben presto anche da parte di Pietro I che non intendeva compromettere le buone relazioni che la Russia aveva con Inghilterra e Paesi Bassi, i principali partner commerciali dell'Impero russo.

## A Spa
Durante il soggiorno di Pietro I nella città belga di Spa, dove rimase per quattro settimane per sottoporsi alle note cure termali del luogo, prese provvedimenti per allontanare le truppe russe dal Meclemburgo.
In ricordo del soggiorno di Pietro a Spa nel 1856, nel colonnato principale presente vicino alle sorgenti d'acqua termale, venne posto un busto in suo onore, scolpito dal noto artista Rauch e donato alla città dal principe Anatolio Demidoff.

## Amsterdam, Berlino e il rientro in patria
Ad Amsterdam, dove Pietro I giunse alla fine di luglio del 1717, tenne altre trattative di peso a livello diplomatico, per poi ripartire per il viaggio di ritorno in patria.
Fece tappa a Berlino dove colse l'occasione per parlare nuovamente col Re di Prussia circa la possibilità di giungere a una pace nel decennale conflitto con la Svezia per la supremazia nel mare del Nord.
Tornò ufficialmente a San Pietroburgo il 10 ottobre 1717.